# Märkisch-Oderland Bus
Die mobus Märkisch-Oderland Bus GmbH (kurz: mobus) ist ein Busunternehmen mit Sitz in Strausberg. Seit dem 1. Januar 2017 ist sie im südlichen Bereich des Landkreises Märkisch-Oderland für den Öffentlichen Personennahverkehr zuständig. Mobus bietet auch individuelle Sonderfahrten (wie Gruppen- oder Vereinsfahrten) an. Das Busunternehmen ist Mitglied im Verkehrsverbund Berlin-Brandenburg.
Als 100 %iges Tochterunternehmen der Transdev Verkehr GmbH betreibt es Busverkehr mit einer Fahrleistung von 4 Mio. km pro Jahr. Mit ca. 100 Omnibussen einschließlich ca. 25 Omnibussen der Subunternehmer betreibt es derzeit 39 Linien (Stand 2024).

## Geschichte
Das Unternehmen wurde 2012 als Rhenus Reserva XX GmbH in Holzwickede gegründet. Von 2014 bis 2016 firmierte es als Regionalbus Zwickau GmbH (Sitz: Zwickau). Im April 2016 erhielt es den heutigen Namen und hatte anfangs in Hoppegarten seinen Sitz.
Im Zuge einer europaweiten Ausschreibung löste mobus am 1. Januar 2017 die Busverkehr Märkisch-Oderland GmbH ab, die ein Unternehmen der DB Regio, Sparte Bus war. Damit verlor dieses Unternehmen alle ÖPNV-Leistungen; alle Mitarbeiter wurden vom neuen Betreiber übernommen.
Bis Januar 2019 war die Märkisch-Oderland Bus GmbH ein Unternehmen der Rhenus Veniro, eines Tochterunternehmens der Rethmann-Gruppe. Seit 2019 gehören alle Unternehmen der Rhenus Veniro zur Transdev SE & Co. KG (ab Dezember 2020 Transdev Verkehr GmbH), einer Tochter der französischen Transdev-Gruppe.
Im Jahr 2017 übernahm das Unternehmen den Großteil des IGA-Shuttles zwischen den Parkplätzen nahe Hönow und der Seilbahnstation Kienberg für die Internationale Gartenausstellung 2017.
In den Gemeinden Hoppegarten, Neuenhagen und Fredersdorf-Vogelsdorf wurde Ende 2018 der neue Fahrplan mit dem Motto „Alle 20 Minuten in die City“ eingeführt. Es versprach einen 20-Minuten-Takt zur Hauptverkehrszeit in den im Plan genannten Gemeinden. Jedoch gibt es auch Hinweise auf Mängel des Projektes; einige Linien haben am Wochenende nur eine Hand voll Fahrten, einige sogar gar keine. Ein weiterer Kritikpunkt ist, dass die 941 seitdem nicht mehr über das Wohngebiet Am Grünzug fuhr. Erst seit der Wiedereinführung der neuen Buslinie 935 im Dezember 2019 wird das Gebiet wieder erschlossen.
Im Fahrplanwechsel im Dezember 2021 wurde der Shuttlebus der Buslinie 956 vom Bahnhof Golzow (MOL) in den Ortskern in Betrieb genommen. Diese Änderung wurde im Zuge des Projektes „RailBlu“, für einen besseren Nahverkehr an der polnischen Grenze, vorgenommen. Nach der Erprobung bis Mai wurde er jedoch wieder eingestellt.

## Linien
Es werden aktuell 39 Buslinien betrieben. Die Linien in den Bereichen 92x–94x finden sich im westlichen Raum, Stadtgrenze zu Berlin bis Buckow und Neuhardenberg, sowie die Linien in den Bereichen 95x–96x im östlichen Bereich Buckow und Neuhardenberg bis Staatsgrenze zu Polen an. Ausnahmen gibt es bei der Linie 889, da sie zum Busnetz der Barnimer Busgesellschaft gehört, der Linie 970, da dies ein Einzelfall ist, sowie den Linien 950 und 951, da sie im Raum Rüdersdorf verkehren.
| Linie | Fahrtverlauf                                                                             | Besonderheiten                                                     |
| ----- | ---------------------------------------------------------------------------------------- | ------------------------------------------------------------------ |
| 889   | S Strausberg Nord ↔ Prötzel ↔ Schulzendorf ↔ Wriezen ↔ Altranft ↔ Bad Freienwalde        | Plusbuslinie; wird auch von BBG betrieben                          |
| 923   | S Strausberg Bhf ↔ Gielsdorf ↔ Tiefensee ↔ Heckelberg ↔ Eberswalde                       | wird auch von BBG betrieben                                        |
| 926   | S Strausberg Bhf ↔ Gladowshöhe ↔ Hohenstein ↔ Bollersdorf ↔ Buckow (↔ Müncheberg)        |                                                                    |
| 927   | (S Strausberg Bhf ↔) Prötzel ↔ Reichenow                                                 |                                                                    |
| 928   | Buckow ↔ Waldsieversdorf ↔ Müncheberg, Bahnhof (↔ Stadt oder Oberschule)                 |                                                                    |
| 929   | S Strausberg Bhf → Prötzel → Reichenberg → Buckow (zurück über Bollersdorf)              |                                                                    |
| 931   | Altlandsberg ↔ Wegendorf ↔ Gielsdorf ↔ Strausberg (↔ Bruchmühle ↔ Altlandsberg)          |                                                                    |
| 932   | S Strausberg Bhf ↔ Eggersdorf ↔ S Petershagen Nord                                       |                                                                    |
| 933   | Altlandsberg ↔ Bruchmühle ↔ Fredersdorf (↔ Petershagen ↔ S Strausberg Bhf)               |                                                                    |
| 934   | Rehfelde ↔ Garzau ↔ Garzin ↔ Zinndorf ↔ Rehfelde (↔ S Strausberg Bhf)                    |                                                                    |
| 935   | Altlandsberg ↔ Seeberg, Logistikzentrum ↔ U Hönow                                        |                                                                    |
| 936   | Neuhardenberg ↔ Trebnitz ↔ Jahnsfelde ↔ Müncheberg (↔ Rehfelde ↔ S Strausberg Bhf)       |                                                                    |
| 937   | S Strausberg Bhf ↔ Klosterdorf ↔ Reichenow ↔ Prötzel ↔ Karlsdorf ↔ Neuhardenberg         |                                                                    |
| 938   | S Neuenhagen ↔ Gruscheweg ↔ S Neuenhagen                                                 |                                                                    |
| 939   | Müncheberg, Bahnhof ↔ Stadt (↔ Oberschule)                                               | Stadtlinie Müncheberg                                              |
| 940   | S Hoppegarten ↔ Neuenhagen ↔ S Neuenhagen ↔ Lindenstraße/Einkaufszentrum                 |                                                                    |
| 941   | U Hönow ↔ Berlin, Terwestenstraße ↔ S Birkenstein ↔ Hoppegarten, Digitalstraße           |                                                                    |
| 942   | S Hoppegarten → Hoppegarten, Sonniges Eck → S Hoppegarten                                | Stadtlinie Hoppegarten                                             |
| 943   | S Hoppegarten ↔ Neuenhagen ↔ U Hönow ↔ Hönow, Nord                                       |                                                                    |
| 944   | S Hoppegarten ↔ Neuenhagen ↔ Altlandsberg                                                |                                                                    |
| 945   | S Hoppegarten → Waldesruh → Münchehofe → S Hoppegarten                                   |                                                                    |
| 946   | Lustgarten ↔ Nordstraße ↔ S Strausberg Nord ↔ Gesundheitszentrum                         | Stadtlinie Strausberg                                              |
| 947   | Lustgarten ↔ S Strausberg Stadt ↔ S Strausberg Nord ↔ Gesundheitszentrum (↔ Klosterdorf) | Stadtlinie Strausberg, Weiterfahrt als Rufbus von/nach Klosterdorf |
| 948   | S Fredersdorf ↔ Bruchmühle ↔ S Petershagen Nord                                          |                                                                    |
| 949   | S Neuenhagen ↔ Fredersdorf ↔ Petershagen ↔ S Petershagen Nord                            |                                                                    |
| 950   | S Strausberg Bhf ↔ Hennickendorf ↔ Herzfelde ↔ Rüdersdorf ↔ Woltersdorf ↔ S Erkner       | PlusBus Oderland-Spree                                             |
| 951   | S Fredersdorf ↔ Vogelsdorf ↔ Rüdersdorf ↔ Rüdersdorf, Krankenhaus                        |                                                                    |
| 955   | Seelow ↔ Diedersdorf ↔ Jahnsfelde ↔ Müncheberg (↔ Bollersdorf ↔ S Strausberg Bhf)        |                                                                    |
| 956   | Seelow ↔ Zechin ↔ Golzow ↔ Gorgast ↔ Küstrin-Kietz ↔ Bleyen ↔ Genschmar ↔ Letschin       |                                                                    |
| 957   | Seelow ↔ Neuhardenberg ↔ Letschin ↔ Solikante ↔ Wuschewier ↔ Neutrebbin                  |                                                                    |
| 958   | Seelow ↔ Neuhardenberg ↔ Metzdorf ↔ Wriezen (↔ Bad Freienwalde)                          | dazu Verstärker zum Bhf. Seelow-Gusow                              |
| 959   | Seelow ↔ Diedersdorf ↔ Marxdorf / Trebnitz ↔ Neuhardenberg                               |                                                                    |
| 966   | Seelow ↔ Platkow ↔ Neuhardenberg ↔ Ringenwalde ↔ Pritzhagen ↔ S Strausberg               |                                                                    |
| 967   | Seelow ↔ Dolgelin ↔ Lietzen ↔ Falkenhagen ↔ Treplin ↔ Alt Zeschdorf                      |                                                                    |
| 968   | Seelow ↔ Dolgelin ↔ Döbberin ↔ Niederjesar ↔ Alt Zeschdorf ↔ Lebus ↔ Frankfurt (Oder)    |                                                                    |
| 969   | Seelow ↔ Golzow ↔ Gorgast ↔ Küstrin-Kietz ↔ Podelzig ↔ Lebus ↔ Frankfurt (Oder)          |                                                                    |
| 970   | Müncheberg ↔ Steinhöfel ↔ Georgenthal ↔ Treplin ↔ Frankfurt (Oder)                       |                                                                    |
| R931  | Altlandsberg ↔ Wegendorf ↔ Gielsdorf ↔ S Strausberg Nord ↔ Gesundheitszentrum            | Rufbuslinie                                                        |
| R933  | Altlandsberg ↔ Radebrück ↔ Bruchmühle ↔ S Petershagen Nord                               | Rufbuslinie                                                        |

| Linie         | Fahrtverlauf                  | Besonderheiten                                                          |
| ------------- | ----------------------------- | ----------------------------------------------------------------------- |
| 933           | S Fredersdorf <->Altlandsberg | Keine Bedienung der Haltestellen Friedrichs-Engel-Str <> Posentsche Str |
| 956 (Shuttle) | Golzow, Bahnhof <-> Dorf      | Projekt „RailBlu“                                                       |

### PlusBus
Die Märkisch-Oderland Bus betreibt zwei PlusBus-Linien, die 889 und die 950. Ein PlusBus fährt unter einigen Voraussetzungen. Dazu gehört der Stundentakt vom Montag–Freitag sowie der Zwei-Stunden-Takt am Wochenende. Außerdem wird eine Umsteigezeit zur Regionalbahn von nicht mehr als 15 Minuten garantiert, der 100 %ige Einsatz von Niederflurbussen und eine direkte Linienführung. Eine PlusBus-Linie kann nur entstehen, wenn sie einen großen oder zentralen Ort, wie einen Bahnhof oder eine Stadt anbindet.

#### PlusBus Märkisch-Oderland
Im Dezember 2019 wurde die erste PlusBus-Linie, die Linie 889 eingeführt, die seitdem vom S-Bahnhof Strausberg Nord, über Prötzel, Schulzendorf, Wriezen und Altranft, zum Bad Freienwalder Bahnhof verkehrt. Diese löste die bis dahin bis Wriezen verkehrende Linie 927 größtenteils ab. Sie wird zum einen von der Märkisch-Oderland Bus, zum anderen von der Barnimer Busgesellschaft betrieben. Von Montag bis Freitag verkehrt sie von 5 bis 20 Uhr im Stundentakt, es sind jeweils zwei Umläufe unterwegs. Am Wochenende und an Feiertagen fährt sie von 6 bis 18 Uhr alle zwei Stunden. Auf der 889 existieren vier Umsteigemöglichkeiten zur Bahn, am Bahnhof Strausberg Nord zur S-Bahnlinie S5 sowie an den Bahnhöfen Wriezen, Altranft und Bad Freienwalde zur Regionalbahnlinie RB60 mit Anschluss nach Eberswalde bzw. Frankfurt (Oder).

#### PlusBus Oderland-Spree
Seit dem 11. Dezember 2022 verkehrt die Buslinie 950 als PlusBus Oderland-Spree, worunter auch die Linien 420 und 435 der Busverkehr Oder-Spree fallen. Sie verkehrt vom S-Bahnhof Strausberg, über Hennickendorf, Herzfelde, Rüdersdorf und Woltersdorf zum S-Bahnhof Erkner im Stundentakt, in der Hauptverkehrszeit kommen weitere Verstärker hinzu. Nach der Aufwertung zum PlusBus wurden lediglich einige Abfahrtszeiten geändert, um kürzere Umsteigezeiten herzustellen. Umsteigemöglichkeiten ergeben sich am S-Bahnhof Strausberg zur S-Bahnlinie 5 und zur RB26, in Rüdersdorf zur Straßenbahnlinie 88, sowie am S-Bahnhof Erkner zur S3 und zum Regional-Express RE1. Zusätzlich kann man in Woltersdorf und Erkner zur PlusBuslinie 420 umsteigen.

## Subunternehmer
Da die mobus 25 % ihrer Leistungen an Subunternehmen abgibt, fahren die Busunternehmen unser roter bus, Kaiser-Reisen und Regionalverkehr Anhalt-Bitterfeld mit ca. 25 Bussen im Auftrag von mobus.

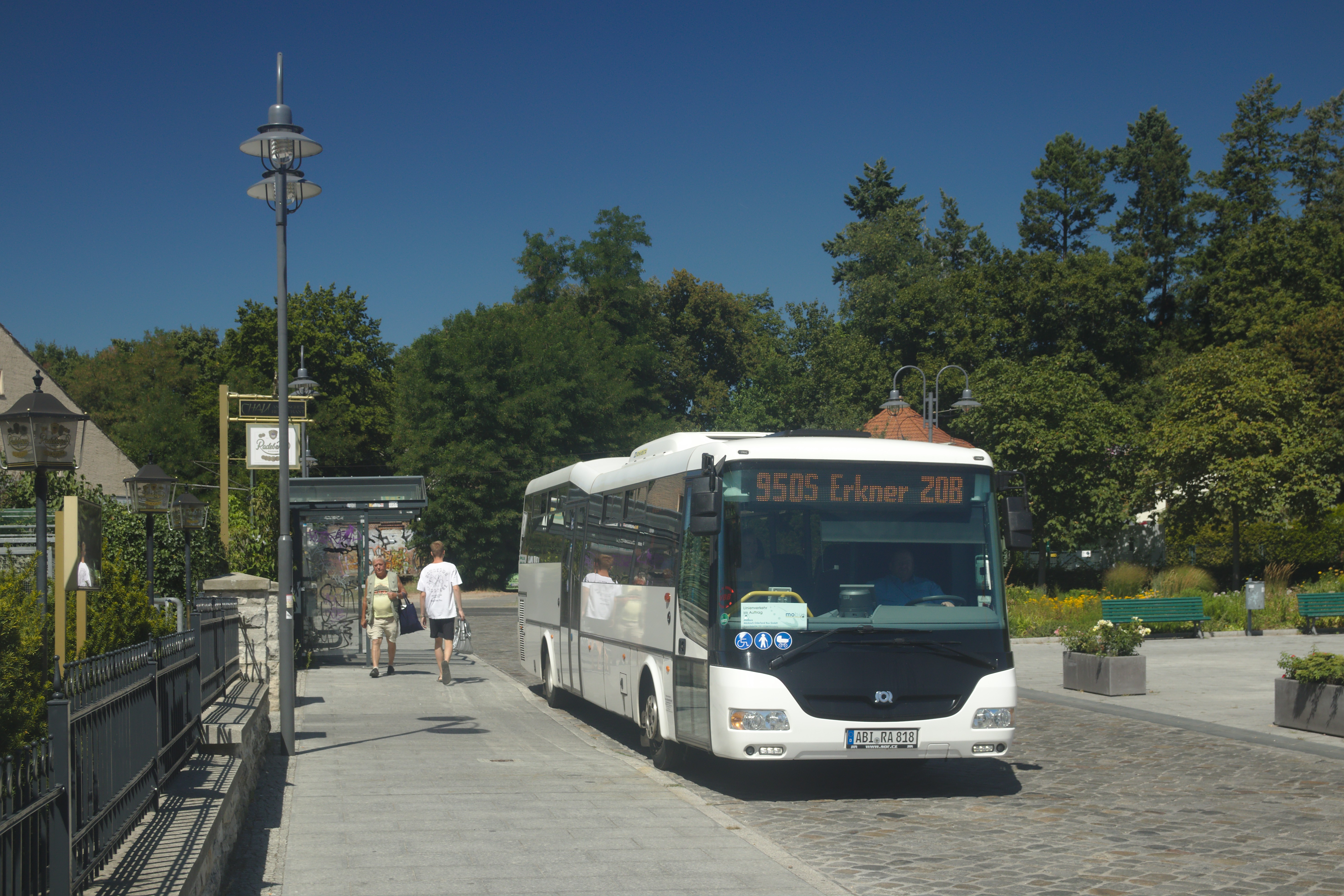
SOR CN12 der RVA Zörbig als Linie 950 in Rüdersdorf, Marktplatz

Die Regionalverkehr Anhalt-Bitterfeld, welche zur Vetter Verkehrsbetriebe gehört, ist dabei das größte Subunternehmen. Es fährt Leistungen im gesamten Einsatzgebiet von mobus.
Unser roter bus mit Sitz im mecklenburg-vorpommerischen Ueckermünde betreibt einige Leistungen im östlichen Berliner Speckgürtel sowie in und um Strausberg.
Bei Kaiser-Reisen mit Sitz in Seelow beschränken sich die Leistungen auf zwei Umläufe. Zum einen auf der Buslinie 927, zum anderen auf Linien in und um Seelow. Dieses Unternehmen betrieb zudem den Shuttle-Bus in Golzow.

## Fuhrpark

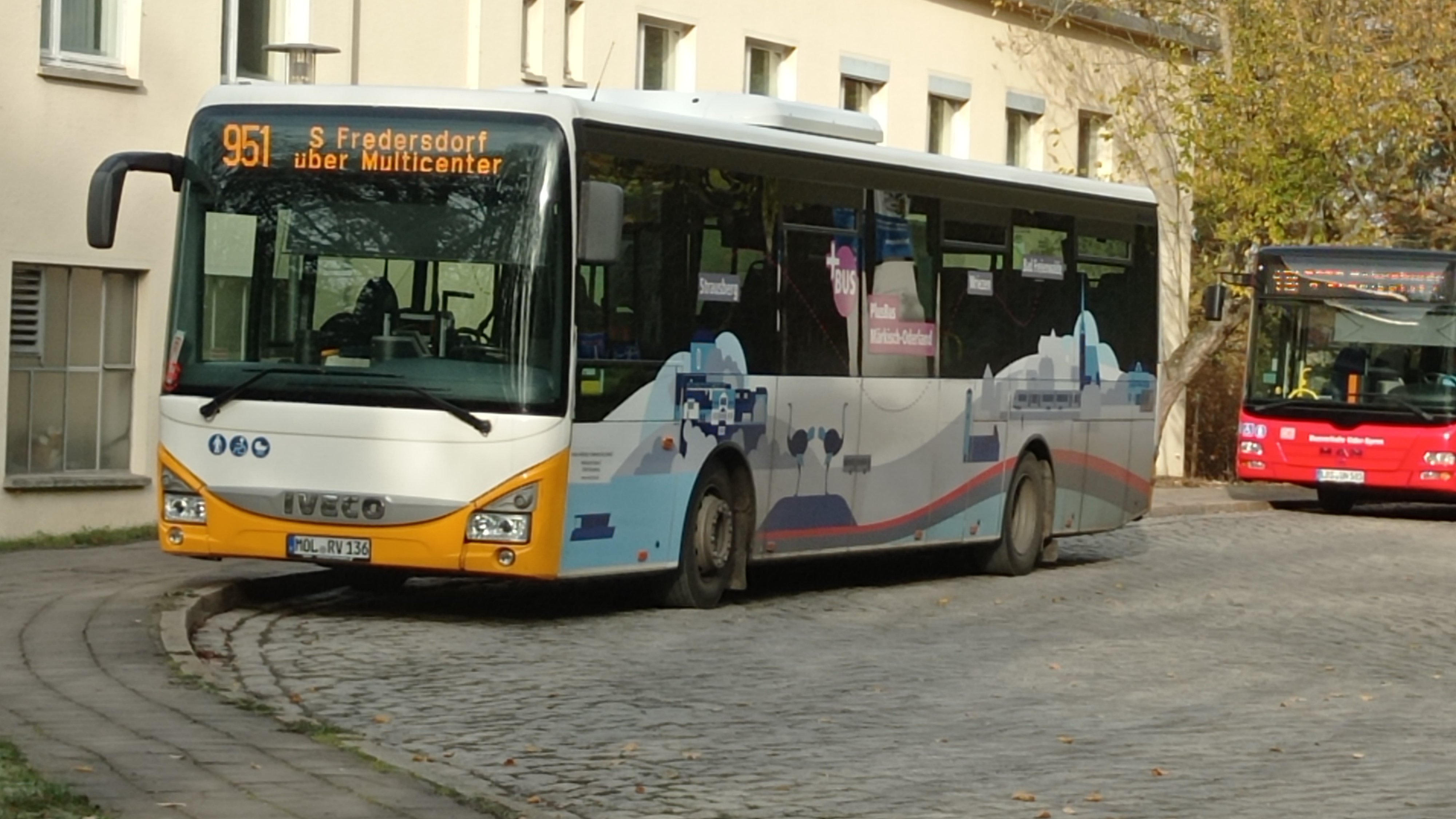
IVECO Crossway LE als Linie 951 in Rüdersdorf, Krankenhaus

### mobus
Der Fuhrpark besteht aus unterschiedlichen Bussen von unterschiedlichen Herstellern. Einige Busse stammen noch vom ehemaligen Betreiber Busverkehr Märkisch-Oderland, die in Verkehrsrot unterwegs sind. Von anderen Transdev-Busunternehmen wurden weitere Busse nach Märkisch-Oderland um stationiert. Zudem hatte mobus weitere Gebrauchtfahrzeuge im Bestand, wie zum Beispiel von der TPF Fribourg, die jedoch mittlerweile ausgemustert sind. 2016/17 wurden ca. 30 Busse vom Typ Iveco Crossway LE 12 bestellt und geliefert, einige Mercedes-Benz Sprinter für den Einsatz auf Linien mit geringer Auslastung, sowie einige MAN NG323 Lion’s City A23 und Mercedes-Benz Citaro C2 G, für den Einsatz auf stark frequentierten Linien bzw. Fahrten sowie bei Schienenersatzverkehren.

### Subunternehmer
Die Regionalverkehr Anhalt-Bitterfeld betreibt als Subunternehmen den Busverkehr fast ausschließlich mit den Bustypen BN12 und CN12 des tschechischen Busherstellers SOR Libchavy.
Das Busunternehmen Unser Roter Bus fährt seine Leistungen größtenteils mit den seit 2014 hergestellten Bussen des Typs Setra S 415 LE business.
Unterwegs mit dem Kaiser besitzt für den Linienverkehr zwei Scania Interlinks sowie einen Mercedes-Benz Citaro.

## Kritik
2018 erhielt mobus den Negativpreis Betonkopf vom Allgemeinen Behindertenverband Brandenburgs, nachdem das Unternehmen die Mitnahme von Menschen mit Behinderung in E-Scootern abgelehnt hatte. Es war das einzige Nahverkehrsunternehmen in Brandenburg, das die Mitnahme der E-Scooter nicht erlaubte.